# Perävaara
Perävaara är ett berg i skogsområdet Alanen i Haparanda kommun. Med sina 89 meter är det trots sin ringa höjd ett av de högsta i kustområdet. Berget blev tack vare detta en av mätpunkterna på Struves meridianbåge, ett världsarv sedan juli 2005.
Struves mätpunkt är utmärkt med ett stenröse på högsta punkten på berget. Punkten är markerad med ett inhugget X i en platt stor sten. Platsen ligger ca 300 meter söder om en skogsbilsväg.
Perävaara betyder på svenska "bak" eller "bakom berget". Alanen betyder att det är det nedre, dvs södra, partiet av berget som avsees.